# Wixoe

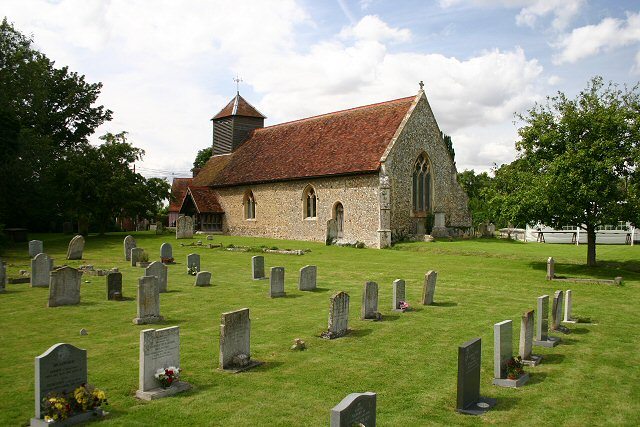
St Leonard, Wixoe.

Wixoe är en by och en civil parish i distriktet West Suffolk i Suffolk i England. Orten hade 135 invånare (2001). Den har en kyrka.